# Beatles for Sale
Beatles For Sale — четвертий студійний альбом британського гурту «The Beatles», представлений 4 грудня 1964 року на лейблі Parlophone. Через те, що за умовами контракту гурт повинен був записати четвертий альбом за дуже короткий час і записи проводилися в нечисленних перервах між гастрольними турами, у цей альбом увійшло шість запозичених пісень. Інші вісім пісень були написані Джоном Ленноном і Полом Маккартні.
Жодна з пісень не була випущена як сингл у Великій Британії. Проте такі пісні як «I'll Follow The Sun» та «Eight Days A Week» дуже відомі й дотепер. Ранні варіанти пісні «I'll Follow The Sun» були написані Полом Маккартні ще до виникнення гурту. Композиція «Eight Days A Week» вийшла як сингл у США, а також часто входила у різні збірки після розпаду «The Beatles».
Пісні «I'm A Loser», «Baby's In Black» і «Rock And Roll Music» стали невід'ємною частиною концертного репертуару гурту. Останні дві з них виконувалися на гастролях «Бітлз» до 1966 року, коли гурт припинив концертну діяльність.

## Список композицій
Автор музики і слів Джон Леннон та Пол Маккартні (якщо не зазначено інше). 
| Сторона 1 | Сторона 1                                                                   | Сторона 1          | Сторона 1  |
| #         | Назва                                                                       | Вокал              | Тривалість |
| --------- | --------------------------------------------------------------------------- | ------------------ | ---------- |
| 1.        | «No Reply»                                                                  | Леннон             | 2:15       |
| 2.        | «I’m a Loser»                                                               | Леннон             | 2:28       |
| 3.        | «Baby’s in Black»                                                           | Леннон і Маккартні | 2:07       |
| 4.        | «Rock and Roll Music» (Чак Беррі)                                           | Леннон             | 2:33       |
| 5.        | «I’ll Follow the Sun»                                                       | Маккартні          | 1:53       |
| 6.        | «Mr. Moonlight» (Рой Лі Джонсон)                                            | Леннон             | 2:33       |
| 7.        | «Kansas City / Hey-Hey-Hey-Hey!» (Джеррі Лайбер, Майк Столлер, Річард Літл) | Маккартні          | 2:33       |

| Сторона 2 | Сторона 2                                         | Сторона 2          | Сторона 2  |
| #         | Назва                                             | Вокал              | Тривалість |
| --------- | ------------------------------------------------- | ------------------ | ---------- |
| 1.        | «Eight Days a Week»                               | Леннон і Маккартні | 2:45       |
| 2.        | «Words of Love» (Бадді Голлі)                     | Леннон і Маккартні | 2:12       |
| 3.        | «Honey Don’t» (Карл Перкінс)                      | Старр              | 2:55       |
| 4.        | «Every Little Thing»                              | Леннон і Маккартні | 2:01       |
| 5.        | «I Don’t Want to Spoil the Party»                 | Леннон і Маккартні | 2:33       |
| 6.        | «What You’re Doing»                               | Маккартні          | 2:30       |
| 7.        | «Everybody’s Trying to Be My Baby» (Карл Перкінс) | Гаррісон           | 2:23       |